# Herb mówiący
Herb mówiący – herb, którego nazwa (w heraldyce polskiej) lub nazwisko posługującej się nim rodziny pochodzi od godła na tarczy herbowej, barw herbu, rzadziej klejnotu. Nazwa herbu lub nazwisko albo dosłownie odpowiada godłu (np. herb Topór, herb miasta Łodzi, czy wilk w herbach wielu rodzin o nazwisku Wolf), lub jest z nim związana, tworząc często rodzaj rebusu heraldycznego (np. herb miejski Berlina – niedźwiedź (niem. Bär); lub Jaworzna – scena ścinania jaworu, staropolskie: jawor zno).
Herby mówiące, choć występowały już u zarania heraldyki, szczególnie popularne stały się w czasach nowszych, w XIX i XX wieku, zwłaszcza przy tworzeniu nowych herbów miejskich i rodowych.

Herb Berlina
Herb Jaworzna
Herb Łabęd
Herb Łodzi
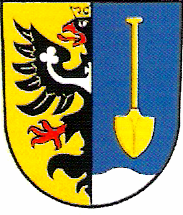
Herb Pioska
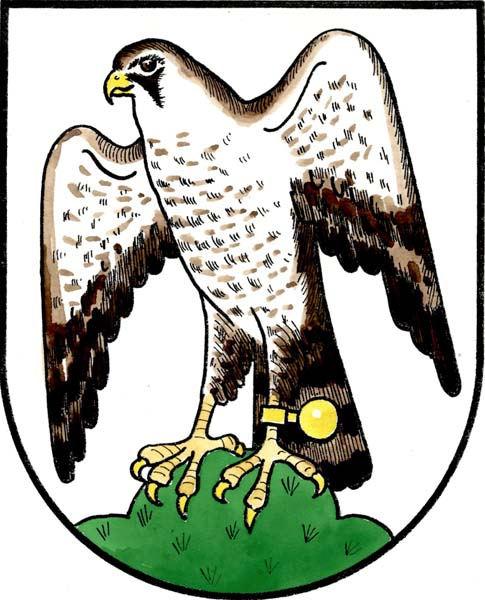
Herb Sokolova
Topór (herb szlachecki)